# Nigel Merrett
Nigel Robert Merrett (* 11. März 1940) ist ein britischer Meeresbiologe und Fischkundler. Sein Forschungsschwerpunkt gilt der ozeanischen Ichthyologie, insbesondere der Ökologie, Biologie und Systematik der bodenlebenden Tiefseefische.

## Leben
Merrett nahm von 1962 bis 1963 an einer Expedition auf dem Walfangschiff Southern Harvester in die Antarktis teil. 1963 erwarb er seinen Bachelor of Science. Bald darauf war er bis 1968 leitender wissenschaftlicher Beauftragter der East African Marine Fisheries Research Organization in Sansibar. 1968 graduierte er mit der Arbeit Comparative morphometry and breeding in the family istiophoridae in the equatorial western Indian ocean zum Master of Science an der University of Dar es Salaam. 1992 erwarb Merrett einen Doktortitel.
Von 1968 bis 1989 war er Ichthyologe am Institute of Oceanographic Sciences (heute National Oceanographic Centre) der University of Southampton. Von 1989 bis 1999 war er Leiter der Fischabteilung des Natural History Museum als Nachfolger von Peter Humphry Greenwood.
Er nahm an über 50 internationalen Forschungsfahrten teil, darunter 1998 auf der sowjetischen Vitjaz-Tiefseeexpedition unter der Leitung von Nikolai Wassiljewitsch Parin (1932–2012).
Merrett ist Mitglied der Challenger Society for Marine Science und der Fisheries Society of the British Isles. 
Merretts Bibliographie umfasst über 100 wissenschaftliche Arbeiten, darunter Aspects of the Biology of Billfish (Istiophoridae) from the Equatorial Western Indian Ocean (1971), Midwater fishes in the eastern North Atlantic – I. Vertical distribution and associated biology in 30°N, 23°W, with developmental notes on certain myctophids (1976, mit J. R. Badcock) On the Identity & Pelagic Occurrence of Larval & Juvenile Stages of Rattail Fishes (Family Macrouridae) from 60°N, 20°W & 53°N, 20°W (1978) und Deep-sea demersal fish and fisheries (1997, mit Richard Lee Haedrich).

## Dedikationsnamen
Nach Merrett sind die Arten Careproctus merretti Andriashev & Chernova, 1988, Ilyophis nigeli Shcherbachev & Sulak, 1997, Lepidapedon merretti Campbell & Bray, 1993, Monognathus nigeli Bertelsen & Nielsen, 1987, Neolebouria merretti Gibson & Bray, 1982, Nezumia merretti Iwamoto & Williams, 1999, Paraphyonus merretti Nielsen, 2015, Polyacanthonotus merretti Sulak, Crabtree & Hureau, 1984 und Steringophorus merretti Bray & Waeschenbach, 2020 benannt.

## Erstbeschreibungen von Nigel Merrett
- Abyssoberyx Merrett & Moore, 2005
- Abyssoberyx levisquamosus Merrett & Moore, 2005
- Bassozetus galatheae Nielsen & Merrett, 2000
- Bassozetus werneri Nielsen & Merrett, 2000
- Bathymicrops belyaninae Nielsen & Merrett, 1992
- Bathymicrops multispinis Nielsen & Merrett, 1992
- Cirrhigaleus asper (Merrett, 1973)
- Coelorinchus cylindricus Iwamoto & Merrett, 1997
- Coelorinchus melanobranchus Iwamoto & Merrett, 1997
- Coelorinchus semaphoreus Iwamoto & Merrett, 1997
- Coelorinchus sereti Iwamoto & Merrett, 1997
- Coelorinchus shcherbachevi Iwamoto & Merrett, 1997
- Coryphaenoides paramarshalli Merrett, 1983
- Discoverichthys Merrett & Nielsen, 1987
- Discoverichthys praecox Merrett & Nielsen, 1987
- Hymenocephalus megalops Iwamoto & Merrett, 1997
- Hymenocephalus nesaeae Merrett & Iwamoto, 2000
- Ilyophis blachei Saldanha & Merrett, 1982
- Kumba musorstom Merrett & Iwamoto, 2000
- Lucigadus acrolophus Iwamoto & Merrett, 1997
- Macrosmia Merrett, Sazonov & Shcherbachev, 1983
- Macrosmia phalacra Merrett, Sazonov & Shcherbachev, 1983
- Nezumia aspidentata Iwamoto & Merrett, 1997
- Nezumia cliveri Iwamoto & Merrett, 1997
- Nezumia coheni Iwamoto & Merrett, 1997
- Normichthys herringi Sazonov & Merrett, 2001
- Paraliparis hystrix Merrett, 1983
- Spicomacrurus adelscotti (Iwamoto & Merrett, 1997)
- Ventrifossa vinolenta Iwamoto & Merrett, 1997